# Целокупна България (1879 – 1880)
Вижте пояснителната страница за други значения на Целокупна България.
„Целокупна България“ (изписване до 1945 година: „Цѣлокупна България“) е български вестник, издаван два пъти седмично от 20 юни 1879 до 8 май 1880 година. Вестникът е първият официален орган на Либералната партия, започнал за излиза след Учредителното събрание в Търново и продължил от брой № 15 да излиза в София. Редактори са Петко Славейков и Иван Славейков, като в редакцията участва и Светослав Миларов. Вестникът отпечатва текстове на български и френски език.
| Годишнина | Броеве | Дата                      |
| --------- | ------ | ------------------------- |
| I         | 1 – 78 | 20 юни 1879 до 8 май 1880 |

Първият му брой излиза на 20 юни (2 юли нов стил) 1879 година в Търново, където се печата първоначално в печатницата на Любен Каравелов и Нестор К. Жейнов. След това вестникът се печата в Русе в печатницата на Киро Тулешков и Джорджо Момчев, а брой № 15 от 23 август 1879 година излиза в София (печатницата на Янко С. Ковачев), където Славейков се премества да живее и където се издава до последния си 78-и брой от 9 май 1880 година.
Вестникът е насочен срещу консервативното правителство на Тодор Бурмов. Поставя си за цел „да отстоява тежненията на народа ни за обединение“ и да „служи за поддържането и укрепяването на постигнатите благополучно резултати в нашата конституция“. По повод първото нарушение в Търновската конституция помества остри статии от Славейков и Стефан Стамболов. След като либералите печелят изборите за Първо обикновено народно събрание, а княз Александър I Български назначава консервативно правителство, вестникът насочва косвено стрелите си и срещу държавния глава. Официоз е на правителството на Драган Цанков. Има проруска външна ориентация.